# Schienenverkehr in Nepal

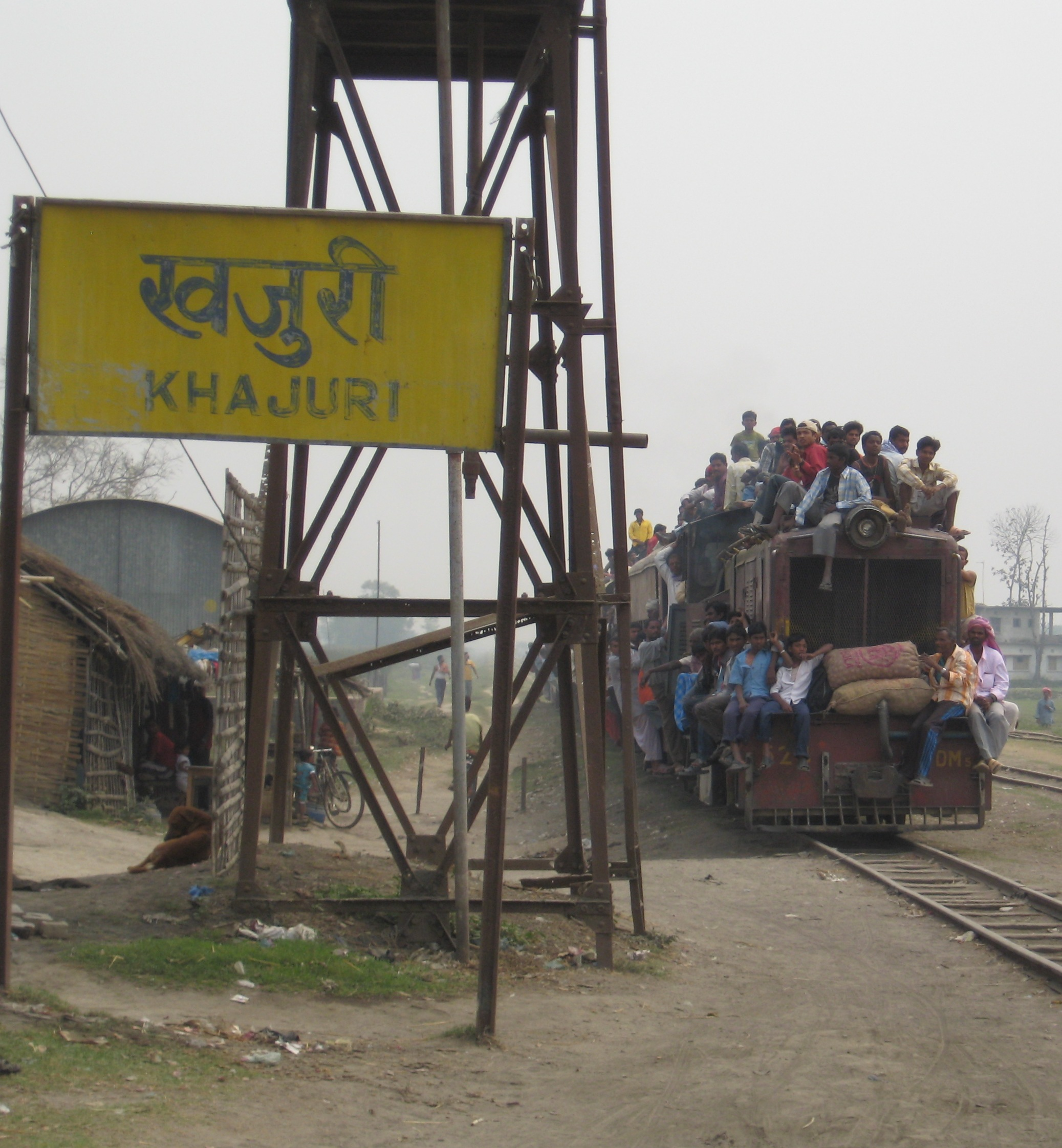
Diesellokomotive der Nepal Railways, Haltestelle in Khajuri.

Der Schienenverkehr in Nepal wird auf kurzen grenzüberschreitenden Zweigstrecken des indischen Breitspurnetzes abgewickelt, die nur dem Güterverkehr dienen. Größere Projekte für den Anschluss an China und den Bau einer Strecke durch Nepal sind in Vorbereitung.

## Geschichte
In den Jahren 1927 und 1937 wurden je eine ungefähr 50 km lange Schmalspurbahnen in Nepal eröffnet, die den Anschluss an das indische Breitspurnetz herstellten. Beide Strecken wurden in den 2000er Jahren aufgelassen und durch kurze Breitspurstrecken ersetzt, die zu den Trockenhäfen auf nepalesischem Boden an der Grenze zu Indien führen.

## Netz

### Vergangenheit

#### Nepal Government Railways
Die erste Eisenbahnstrecke in Nepal wurde 1927 von der Nepal Government Railways angelegt und führte von Raxaul im Bundesstaat Bihar in Indien nach Amlekhganj in Nepal. Sie war 48 km lang, wovon zwei Kilometer auf indischem Boden lagen, und wurde in einer Spurweite von 762 mm gebaut. Der Betrieb wurde 1965 eingestellt. Ein Teil der Strecke wurde anschließend für eine 5,4 km lange Stichbahn von Raxaul zum Trockenhafen in Sirsiya bei Birgunj genutzt. Die 2005 eröffnete neue Breitspurstrecke wird ausschließlich von Güterzügen der Indian Railways genutzt.

#### Janakpur Railway
Im Jahre 1937 wurde eine weitere 53 km lange Strecke – ebenfalls in 762 mm Spurweite, von Bijalpura über Janakpur nach Jaynagar in Bihar gebaut, wo es einen Anschluss an das indische Breitspurnetz gab. Der größte Teil der Strecke lag in Nepal, nur drei Kilometer lagen auf indischem Boden. Nach einem Brückeneinsturz wurde der Abschnitt von Bijalpura nach Janakpur 2001 eingestellt. Die restlichen 29 km der Strecke von Janakpur nach Jaynagar wurden weiter betrieben und sporadisch für den lokalen Personen- und Güterverkehr genutzt, bis die Strecke 2014 für den Umbau auf Breitspur geschlossen wurde. Im Jahre 2017 wurde die Strecke als Zweigstrecke von Indian Railways bis Khajuri wieder eröffnet. Die Lokomotiven der alten Janakpur Railway waren im Juni 2017 noch vorhanden.

### Gegenwart
Nepal ist mit zwei kurzen Breitspurstrecken an das Schienennetz der Indian Railways angeschlossen:
| Bhf Nepal      | Bhf Indien | Länge  | eröffnet |
| -------------- | ---------- | ------ | -------- |
| Birgunj        | Raxaul     | 5,6 km | 2005     |
| Khajuri Chanha | Jaynagar   | 8,5 km | 2017     |

### Zukunft

#### Anbindung an China
Am 21. März 2016 vereinbarten der chinesische Präsident Xi Jinping und Nepals Premierminister Khadga Prasad Sharma Oli den Bau einer neuen Eisenbahnverbindung zwischen den beiden Ländern durch Tibet. Im Jahr 2018 wurde mit China eine Absichtserklärung über den Bau der Strecke unterzeichnet, die Kathmandu über den Grenzübergang bei Rasuwa Gadhi an das bestehende chinesische Netz bei Xigazê anschließen würde. Die Strecke würde in der in China üblichen Normalspur (1435 mm) gebaut werden, wobei etwa 115 km der Strecke in Nepal liegen würden. Die Strecke könnte bis 2022 fertiggestellt sein.

#### Ausbau Anbindung an Indien
Indien plant, die beiden bestehenden Breitspurstrecken weiter ins Landesinnere von Nepal zu bauen und vier weitere Grenzübergänge mit Schienen auszurüsten:
- Die Strecke von Raxhaul soll bis Kathmandu verlängert werden.[5]
- Die Strecke von Jaynagar soll bis 2018 über Janakpur den Endbahnhof Kurtha erreichen.[5] In zwei weiteren Phasen soll zuerst Bhangaha im Distrikt Mahottari erreicht werden und dann Bardibas.[3]
- Eine neue Strecke soll von Jogbani nach Biratnagar gebaut werden und 2018 eröffnet werden.[5] Die Fortsetzung bis Katahari ist im Bau.[7]
- Eine neue kurze Strecke soll Kankarbhitta ganz in Osten von Nepal an das Schienennetz bei New Jalpaiguri anschließen.[5]
- Die Strecke von Gorakhpur (Indien) soll über Nautanwa hinaus bis Siddharthanagar verlängert werden.[5]
- Die Strecke von Bahraich soll über Nepalganj Road über die Grenze nach Nepalgunj.[5]

#### Projekte innerhalb Nepals

##### Mechi–Mahakali-Bahn
Gegen 2010 tauchte der Vorschlag für den Bau einer 945 km langen elektrifizierten Strecke von West nach Ost durch Nepal auf. Die Bahn soll von Kankarbhitta in der Verwaltungszone Mechi über Bhim Datta in der Verwaltungszone Mahakali bis zur indischen Grenze bei Gaddachowki führen. Der Bau des ersten Abschnittes Bardibas–Simara begann am 15. Juni 2014 mit einer Grundsteinlegung. Der detaillierte Projektplan für die ganze Strecke soll im November 2018 vorliegen.

##### Metro Kathmandu
Im Jahre 2012 hatte ein Konsortium von koreanischen und nepalesischen Beratungsfirmen einen Anfangsbericht über die Machbarkeit einer U-Bahn in Kathmandu beim Eisenbahnministerium eingereicht. Der Bericht hatte vorgeschlagen, fünf Strecken im Kathmandutal zu bauen – vier innerhalb der Ring Road und eine um die Ring Road herum. Die Kosten für den Bau des 77 km langen Netzwerks wurden auf 330 Mia. nepalesische Rupien (4,12 Mia. Euro) geschätzt. Ende 2017 wurde die detaillierte Machbarkeitsstudie und die Erstellung eines detaillierten Projektplans in Auftrag gegeben.